# Chen Xitong
Pour les articles homonymes, voir Chen.
Dans ce nom chinois, le nom de famille, Chen, précède le nom personnel.
Chen Xitong (né le 10 juin 1930 dans le disctict d'Anyue, Sichuan, et mort le 2 juin 2013  à Pékin) est un homme politique de la République populaire de Chine, qui fut l'un des hauts dirigeants du Parti communiste chinois avant de connaître la disgrâce, et fut maire de Pékin de 1983 à 1993. Il est membre du 14e Politburo.

## Biographie
Chen Xitong était maire de Pékin pendant les manifestations de la place Tian'anmen pour réclamer plus de démocratie en Chine en 1989. Mis en cause pour la sanglante répression qui mit brutalement fin au « Printemps de Pékin », il a dit, des années plus tard, qu'il était « désolé » pour les événements du 4 juin 1989, estimant que personne n'aurait dû mourir lors de cette répression.
Protégé de Deng Xiaoping, Chen Xitong a été limogé sous l'accusation de corruption après le suicide d'un maire adjoint de Pékin. Arrêté en juillet 1995, il a été exclu du Parti communiste chinois en septembre 1997 par le XVe Congrès du Parti, qui avait entériné la décision d’engager des poursuites judiciaires contre lui. Son procès fut le premier d’un membre du Bureau politique depuis la condamnation en janvier 1981 de la célèbre Bande des Quatre, dirigée par la veuve de Mao, Jiang Qing. Il a été condamné en 1998 à 16 ans de prison.
En 2012, Chen se dit victime d'une purge politique et indique que la supposée corruption n'était qu'un prétexte. Sa chute s'expliquerait par son conflit politique avec le président Jiang Zemin,.
Il est libéré en 2012.